# Ельвіра Мадіґан
Ельвіра Мадіґан (дан. Elvira Madigan, нар.4 грудня 1867, Фленсбург — пом. 19 липня 1889, острів Тосінге) — данська циркова акторка (циркова наїзниця, канатоходиця). Вона і її коханий, шведський лейтенант, граф Сікстен Спарре (27 вересня 1854, Мальме — 19 липня 1889, Нерресков, острів Тосінге) є найбільш відомим у Скандинавії прикладом трагічної любові.

## Ранні роки

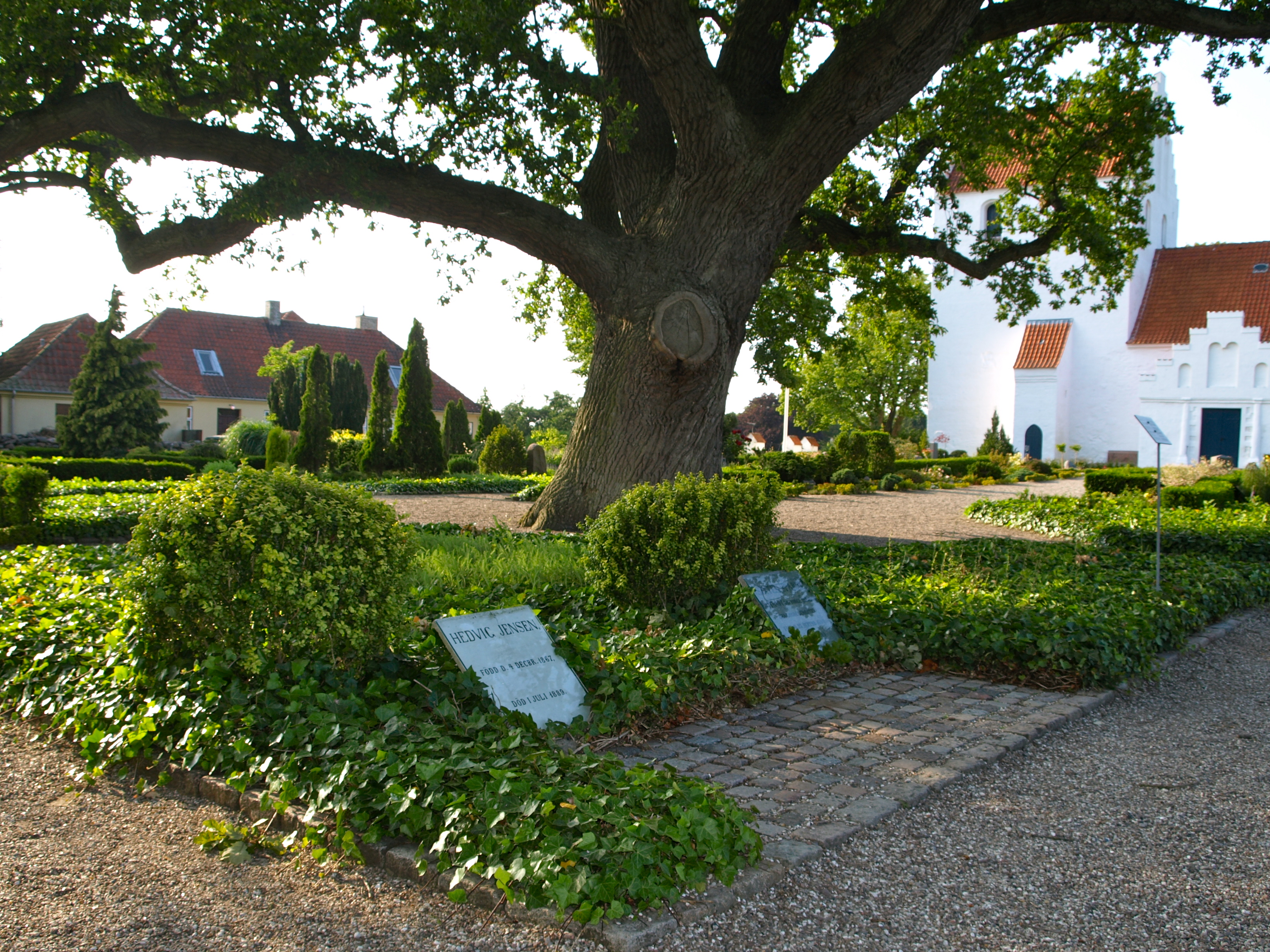
Могила Ельвіри Мадіґан та графа Сікстена Спарре на цвинтарі села Ландет, 2009 рік

Гедвіга Антуанетта Ізабелла Елеонора Єнсен народилася у місті Фленсбург у Пруссії (нині земля Шлезвіг-Гольштейн Німеччини). Її мати Елеонора (Лаура) Сесілія Христина Марія Олсен, була норвезько-фінська циркова акторка. Їй було трохи більше 17 років і вона не перебувала у шлюбі, коли народила Ельвіру від данського акробата Фредеріка Єнсена, який помер кілька років по тому.
Мати Ельвіри у 1870 році зустріла американського артиста цирку, а пізніше циркового менеджера Джона Мадіґана. Перш ніж одружитися, вони жили і виступали разом протягом багатьох років і в кінцевому рахунку сформували власну циркову трупу («Циркова трупа Мадіґан»).
Перший виступ малої Ельвіри на сцені в ролі наїзниці відбувся у 1872 році в копенгагенському парку розваг Тіволі. Пізніше вона виступає в парі з прийомною дочкою свого вітчима Мадіґана — як «Сестри Ельвіра та Гізела Мадіґани». Виступи дівчаток користувалися в Данії великим успіхом; в 1886 році в Копенгагені вони були нагороджені королем Крістіаном IX «Золотим хрестом». В цьому ж році їх цирк вельми успішно гастролював у Парижі, Лондоні, Берліні, Брюсселі, Амстердамі та Одесі.

## Трагедія
У 1888 році, під час виступів цирку в Швеції у місті Крістіанстад, Ельвіра зустрічає шведського дворянина і кавалерійського офіцера драгунського полку Бенгта Едварда Сікстена Спарре зі старовинного аристократичного роду Сікстен Спарре. Вони закохалися з першого погляду. Між парою почався обмін листами, проте їх шлюб був неможливий. Крім непереборних класових відмінностей, Спарре був одружений — хоч і нещасливо, — і мав двох дітей. До того ж цирк «Мадіґан» не бажав втрачати Ельвіру, чиї виступи були його головним атракціоном, як і намагався уникати будь-яких скандалів навколо неї. Тому листування відбувалося таємно.
Після обміну любовними листами протягом понад двох років, під час гастролей цирку в Швеції, у червні 1889 року, Ельвіра та Сікстен здійснили свою заплановану в листах і давно задуману втечу від суспільства. З боку Спарре як офіцера це ще й дорівнювало дезертирству з армії. Вони втекли в Данію, де провели близько місяця в готелі містечка Свендборг, видаючи себе за молоду пару. У них закінчувались гроші, тому вони змушені брати продукти у борг.
Коли 15 липня 1889 року цирк «Бергман», в якому виступав протягом багатьох років зведений брат Ельвіри — Оскар, прибув у Свендборг, пара через страх, що їх впізнають, спішно вирушає в тривалу подорож на поромі до прилеглого острова Тосінге. Тут у селі Троєнсе, вони знімають кімнату у місцевого рибалки, де годинами проводили час в альтанці у саду. Вони вирізали свої імена і серця на дощечці. Спарре написав листа в готель у Свендборг, повідомивши, що вони повернуться у четвер, 18 липня. Проте за відсутності фінансової допомоги від його родини, їх остання надія зникла, поставивши їх на грань відчаю.
18 липня 1889, близько 10 години ранку, пара в піднесеному настрої і з кошиком їжі для пікніка залишила своє житло і попрямувала в лісисту смугу Нерресков (дан. Nørreskov — «Північний ліс») на східному узбережжі острова. Тут після останнього прийому їжі Спарре ймовірно, застрелив зі свого службового пістолета спершу Ельвіру, а потім себе. Їх тіла були знайдені протягом трьох днів. У кишені сукні Ельвіри був знайдений аркуш паперу, з віршем, який вона, очевидно, написана незадовго до смерті на суміші шведської, данської, норвезької та німецької мов. В перекладі сучасною шведською:
|  | En droppe föll i vattnet, förklingade blott sakta. Och stället där den föll omringades från krets till krets. Vad var det som där föll? och var’från kom den? Det var ett liv blott, och blott en död som kom för att vinna sig ett spår. – – – † Nu vilar vattnet åter. Hedvig |

Місце їх смерті у «Північному лісі» позначено сірувато-рожевим гранітним каменем (55°0′18.22″ пн. ш. 10°38′1.57″ сх. д. / 55.0050611° пн. ш. 10.6337694° сх. д.). Мадіґан у ту пору виповнився 21 рік, і Спарре — 34.
27 липня 1889 року, при великому зібранні громадськості, Спарре та Мадіґан були поховані на кладовищі церкви Святого Йоргена, в поселенні Ландет. Про цю трагічну любов багато повідомлялося в пресі — особливо у зв'язку з подібною трагедією, яка трапилася незадовго до цього: в січні 1889 року спадкоємець австро-угорського престолу Рудольф і його кохана, баронеса Марія фон Вечера наклали на себе руки в замку Маєрлінґ. Із спогадів матері Ельвіри відомо, що Ельвіра була дуже вражена цією подією і незадовго до своєї втечі вона запитувала, який спосіб самогубства кращий: утоплення чи самостріл.

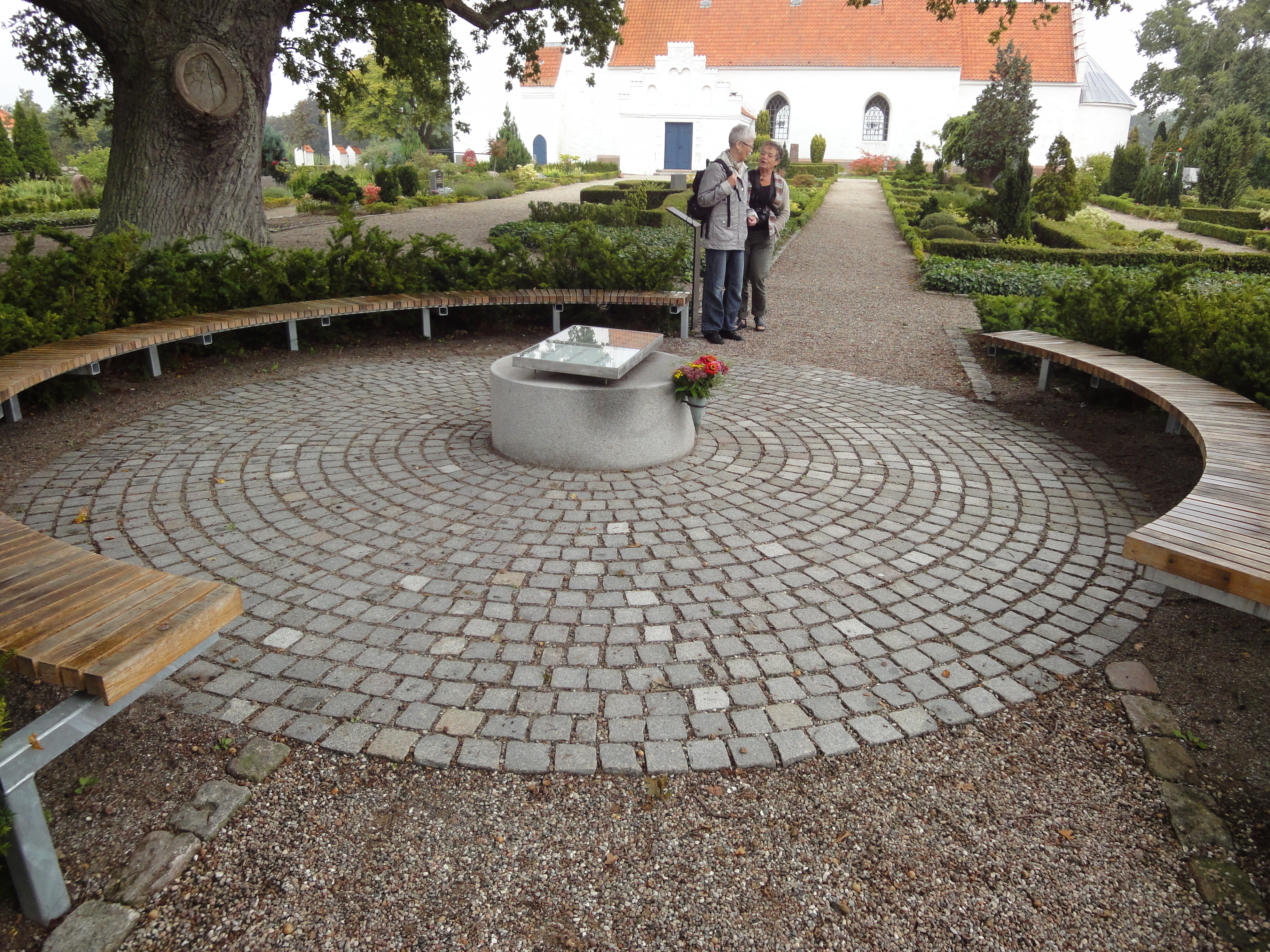
Могила Ельвіри Мадіґан та графа Сікстена Спарре на цвинтарі села Ландет, після реконструкції у 2013 році

## Могила
Могила Ельвіри Мадіґан та Сікстена Спарре стала місцем паломництва туристів і закоханих. На острові стало традицією, що після вінчання в місцевій церкві у Ландеті наречені приходять до могили Ельвіри, щоб покласти на неї свій весільний вінок, пропонуючи його їй як нареченій, яка ніколи не отримувала його у своєму житті.
Оригінальні надгробки 1889 року були різних кольорів: у Ельвіри — білий і Сікстена — сіро-чорний. На 75-ту річницю їх поховання у 1964 році, надгробки були замінені новими. У новому надгробку Ельвіри також було заявлено її сценічний псевдонім, Ельвіра Мадіґан. У 1999 році після ремонту старі (оригінальні) надгробки 1889 року були відновлені, але тепер їх повернули на схід. Місце поховання радикально було змінено в лютому 2013 року. Надгробки були розміщені близько один до одного в середині круглого, вимощеного каменем майданчику. Крім того, була розміщена меморіальна дошка зі словами, які коротко описують історію кохання і смерті молодої пари.

## У мистецтві

### У літературі
Шведський поет Йохан Ліндстрем Саксон (1859—1935) написав баладу «Visan om den sköna konstberiderskan Elvira Madigans kärlek och grymma död (В пам'ять про любов і трагічну смерть прекрасної наїзниці Ельвіри Мадіґан)» і з підзаголовком «Sorgerliga saker hända (Сумні речі відбуваються)».

### У кінематографі
Історія Ельвіри Мадіґан та Сікстена Спарре була сюжетом трьох фільмів:
- «Ельвіра Медіган» — шведський фільм 1943 року, режисера Оці Оберга, в головній ролі Єва Геннінг, з Оці Обергом в ролі «графа Крістіана» (ім'я Сікстена Спарре під натиском його сім'ї в фільмі було змінене).
- «Ельвіра Мадіґан» — данський фільм 1967 року, режисера Поля Еріка Меллера Педерсена, з Енн Метте Міхаельсен в головній ролі Ельвіри Мадіґан і Сьореном Свейструпом у ролі Сікстена Спарре.
- «Ельвіра Мадіґан» — шведський фільм режисера Відерберга 1967 року, є найбільш відомим. З Піа Дегермарк в ролі Е. Мадіґан та Томмі Берггреном в ролі Сікстена Спарре. Цей фільм був відзначений премією «За найкращу жіночу роль» на Міжнародному кінофестивалі в Каннах (1967), а також премією «Золотий глобус» Голлівудської асоціації кінокритиків в номінації «кращий іноземний фільм» 1967 року.

### У музиці
- Фортепіанний концерт Моцарта «Piano concerto No. 21 in C-Dur» (K.467); укр. Концерт для фортепіано з оркестром № 21, KV 467) помилково стали називати: «Посвятою Ельвірі Мадіґан»[5] після того, як режисер Відерберг використав другу частину цього концерту композитора в своєму фільмі, 1967 року, «Ельвіра Мадіґан». Насправді Моцарт помер за 76 років до народження акторки і тому не міг посвятити їй свій твір.
- Шведська поп-група «Комеда» записала оригінальну пісню «Elvira Madigan» в їхньому третьому альбомі «Kokomemedada» (англійською мовою).
- Англійський народний гурт «Mr. Fox» записав пісню «Elvira Madigan» в своєму другому альбомі, «The Gipsy».
- Чиказький камерний поп-дует «The Heavy Boxes» записав свою власну пісню «Elvira Madigan (Walkin' a Tightrope)».
- Данський народний музичний гурт «Dræsinebanden» записав пісню (данською) про Ельвіру Мадіґан та Сікстена Спарре під назвою «Elvira-ог-Sixten».
- «Elvira Madigan» називається заснований в 1995 році шведський рок-гурт.

### Інше
- «Circus Madigan» — цирк, відкритий у 1989 році в шведському місті Сьобо.